# Sulejman Tihić
Sulejman Tihić (Bosanski Šamac, 26. studenoga 1951. – Sarajevo, 25. rujna 2014.), bio je bošnjački bosanskohercegovački političar i predsjednik Stranke demokratske akcije, najjače bošnjačke stranke u Bosni i Hercegovini. Bošnjački član Predsjedništva Bosne i Hercegovine bio je između 2002. i 2006. 

## Mladost
Tihić je rođen u Bosanskom Šamcu. Kao mladić svirao je u rock bandu Crveni plamenovi. Njegova rock grupa je između 1968. i 1974. bila popularna u cijeloj Posavini. Na Pravnom fakultetu u Sarajevu diplomirao je 1975. Nakon što je diplomirao radio je u sudu i tužiteljstvu u Bosanskom Šamcu, a nakon toga se bavio odvjetništvom sve do 1992.

## Politička djelatnost
U Stranku demokratske akcije Tihić se učlanio 1990. Prvo razdoblje Rata u Bosni i Hercegovini Tihić je proveo u zarobljeničkim logorima, između svibnja i kolovoza 1992. bio je zatočen u Bosanskom Šamcu, Brčkom, Bijeljini, Batajnici kod Beograda i Srijemskoj Mitrovici.
Dvije godine nakon oslobođenja, 1994., imenovan je šefom konzularnog odjela Veleposlanstva Republike Bosne i Hercegovine u Njemačkoj, a 1996. imenovan je savjetnikom u Ministarstvu vanjskih poslova Bosne i Hercegovine. Iste godine postao je zastupnik u Narodnoj skupštini Republike Srpske. Kao savjetnik u Ministarstvu vanjskih poslova prestao je raditi 1999., a godinu kasnije, 2000., postao je potpredsjednik Narodne skupštine RS-a. Na tom položaju zadržao se do 2002., kada je u listopadu iste godine na općim izborima izabran za bošnjačkog člana Predsjedništva Bosne i Hercegovine.
Alija Izetbegović za svog nasljednika na mjestu predsjednika stranke imenovao je Tihića 2001. S njegovim imenovanjem u stranci je počeo proces sekularizacije. Tihić, koji nije bio pripadnik islamističkog pokreta, našao se na udaru istih, koji su držali vodeća mjesta u stranci. Njegovo imenovanje trebalo je označavati početak reformi i sekularizacije stranke, no to je umanjilo moć islamista u SDA.
Podjele u stranci naročito su se izrazile tijekom procesa ustavnih reformi, u svibnju 2005., kada je trebao biti održan Kongres SDA. Islamisti su radili na umanjenju Tihićeve moći i da na čelo stranke izaberu Bakira Izetbegovića, sina Alije Izetbegovića. No, Izetbegović je odlučio ipak ne natjecati se te je podržao Tihića. No islamisti na čelnim mjestima ostali su nezadovoljni umanjenim utjecajem te Tihićevim umjerenim stavom prema ustavnim reformama. Tihić je na Kongresu izjavio da od SDA želi napraviti multietičku stranku, te se odaljiti od nacionalističkih stranaka.

### Prudski sporazum
Zajedno s vođama tri najznačajnije nacionalne političke stranke u BiH, koji su nastupali kao predstavnici konstitutivnih naroda, Miloradom Dodikom iz SNSD-a i Draganom Čovićem iz HDZ-a BiH, Tihić je postigao "povijesni kompromis". Njih trojica potpisala su Prudski sporazum 8. studenog 2008. Kasnije su se sastajali još 22. prosinca 2008., 26. siječnja i 21. veljače 2009., a na svakom sastanku dorađivali su postignuti sporazum. Uskoro je prudski proces postao dugotrajno pregovaranje koje se trebalo nastaviti i tijekom 2009. To je bio najznačajniji pokušaj da se izađe iz paralize države od pada pokušaja promjene ustava od 2006.
Tihić je počeo napuštati dotadašnju bošnjačku ekstremističku politiku koja je težila centralizaciji i unitarizaciji BiH i promatrala federalno uređenje Bosne i Hercegovine kao privremeno rješenje. Zbog toga je došao u sukob s Harisom Silajdžićem. U prosincu 2008. u Narodnoj skupštini Republike Srpske održao je govor u kojem se izjasnio da nitko ne može ukinuti Republiku Srpsku bez njezinog pristanka. Time je Tihić razbio koncenzus među Bošnjacima i prihvatio da je Republika Srpska stalni dio Bosne i Hercegovine te je pozvao bošnjačke političare da prevladaju "pasivnu poziciju žrtve", na temelju koje su konzistentno tražili međunarodnu pomoć. Zbog toga je Silajdžićeva Stranka za BiH optuživala Tihića za izdaju naroda i države.
Tihićeva politika podijelila je SDA u frakcije, jednoj je na čelu bio on, a drugoj sin umrlog predsjednika Alije Izetbegovića, Bakir. Stranka za BiH rabila je Izetbegovićevu frakciju kako bi oslabila Tihićev položaj u SDA. U svom sukobu sa Silajdžićem, Tihić je dobio podršku reis-ul-uleme Mustafe Cerića i vlasnika najtiražnijeg bošnjačkog tiska Dnevnog avaza Fahrudina Radončića.
Potpisnik je Banjalučkog dogovora s početka 2009. godine.
Preminuo je nakon duge i teške bolesti na Klinici za anesteziju i reanimaciju Kliničkog centra u Sarajevu 25. rujna 2014. godine.
Tihić je do smrti obavljao dužnost člana Kolegija Doma naroda Parlamentarne skupštine Bosne i Hercegovine.

## Privatni život
Tihić je bio oženjen Jasminkom Tihić s kojom je imao troje djece, kćer Azru i sinove Anvara i Emira.